# Artur Partyka
Artur Jerzy Partyka (* 25. Juli 1969 in Stalowa Wola) ist ein ehemaliger polnischer Leichtathlet.
Partyka war einer der weltbesten Hochspringer der 1990er Jahre. In diesem Jahrzehnt erreichte er bei allen internationalen Meisterschaften, bei denen er startete, Podiumsplätze. Seine erfolgreichste Saison war 1996, als er bei den Olympischen Spielen in Atlanta mit 2,37 m die Silbermedaille hinter dem US-Amerikaner Charles Austin gewann. Zwei Wochen später stellte er beim Hochsprung-Meeting in Eberstadt den bis heute gültigen polnischen Rekord von 2,38 m auf.
Partyka gewann von 1989 bis 1999 zwölf polnische Meistertitel in Folge. Bei einer Körpergröße von 1,92 m hatte er ein Wettkampfgewicht von 72 kg. Artur Partyka ist verheiratet und Vater einer Tochter.

## Erfolge
- 1987: Junioreneuropameisterschaften – Goldmedaille
- 1988: Juniorenweltmeisterschaften – Goldmedaille
- 1990: Halleneuropameisterschaften in Glasgow – Goldmedaille
- 1991: Hallenweltmeisterschaften in Sevilla – Silbermedaille
- 1992: Olympische Spiele in Barcelona – Bronzemedaille
- 1993: Weltmeisterschaften in Stuttgart – Silbermedaille
- 1994: Europameisterschaften in Helsinki – Silbermedaille
- 1995: Weltmeisterschaften in Göteborg – Bronzemedaille
- 1996: Olympische Spiele in Atlanta – Silbermedaille
- 1997: Weltmeisterschaften in Athen – Silbermedaille
- 1998: Halleneuropameisterschaften in Valencia – Goldmedaille
- 1998: Europameisterschaften in Budapest – Goldmedaille